# Ati (semidio)
Ati (in latino Athis) è un personaggio della mitologia classica. L'unica fonte pervenutaci in cui si parla di lui sono Le Metamorfosi di Ovidio.

## Il mito

### Le origini: un fanciullo guerriero
Nel poema latino, Ati appare come un giovane semidio indiano, figlio di Limnee, una naiade del Gange che l'avrebbe generato nelle acque del fiume dopo l'accoppiamento con un mortale sconosciuto, di nobile lignaggio. Prese parte a varie battaglie già da fanciullo, distinguendosi subito per valore: in particolare era dotato di una mira infallibile sia come lanciatore di aste sia soprattutto come arciere, al punto da venire considerato uno dei migliori a quel tempo. Ma Ati divenne noto anche per la sua dolcezza: aveva lasciato la terra di origine per stabilirsi a Tiro, in Fenicia (prendendo quindi a esibire l'abbigliamento proprio della popolazione locale, comprendente tra l'altro una clamide orlata d'oro in bell'accostamento con il diadema della stirpe, posto sui capelli profumati di mirra), e probabilmente fu qui che conobbe Licabas, un guerriero assiro poco più grande di lui, col quale formò una coppia legata da un autentico amore reciproco; dove andava l'uno, l'altro lo seguiva. A sedici anni, la fama che Ati si portava dietro era quella di un eroe giovinetto eccezionalmente bello d'aspetto, dunque caratterizzato da kalokagathia; ma proprio allora egli commise l'errore che gli sarebbe stato fatale.

### La morte
Fineo, re d'Etiopia insieme al fratello Cefeo, avrebbe dovuto sposare la figlia di questo, Andromeda, ma non avendo fatto nulla per liberare la promessa sposa dal mostro marino che stava per ucciderla fu allontanato dal fratello, che assegnò Andromeda a Perseo, il semidio figlio di Giove suo salvatore. Non accettando questa decisione, Fineo meditò un piano per riprendersi la ragazza. Stando alla fonte greca più antica, egli tentò di rapire Andromeda con l'aiuto dell'amico Abaride, un personaggio originario della zona del Caucaso: Perseo se ne accorse e convertì entrambi in pietra con la testa di Medusa. 
Ma secondo la versione più comune, ripresa da Ovidio, Fineo fece irruzione nella reggia con Abaride e molti altri uomini armati, provenienti in gran parte dall'Asia e dal Nordafrica, mentre era in corso il banchetto nuziale, con l'intenzione di eliminare Perseo e i suoi compagni lì presenti; l'eroe greco dapprima uccise con varie armi alcuni nemici, tra cui Ati e Licabas, per poi estrarre la testa di Medusa con la quale pietrificò quelli che erano ancora in vita. Le Metamorfosi ovidiane sono il solo testo classico pervenutoci che menzioni Ati e Licabas tra i seguaci di Fineo, tuttavia il poeta non spiega come mai i due giovani, che malvagi certo non erano (a differenza di molti loro commilitoni), avessero deciso di sostenere la causa del mancato sposo. Lo scontro tra i due gruppi armati era appena iniziato, quando il sedicenne indiano estrasse il suo arco portandosi quindi al centro della sala. Stava per scoccare il primo dardo verso alcuni compagni di Perseo, ma senza accorgersi che l'eroe greco si era silenziosamente avvicinato a lui dopo aver preso dall'altare un piccolo ceppo ormai spento essendo stato usato per i sacrifici; Perseo rapidissimamente colpì con esso il giovane nemico presso la tempia. Il bellissimo volto di Ati venne per metà deformato dalla violenta percossa, il suo cranio fratturato, ed egli quindi cadde moribondo ai piedi di Perseo, fissando coi suoi occhi il pavimento cosparso del suo sangue. L'agonia fu breve. Licabas, che aveva visto tutto, raggiunse il cadavere di Ati, e dopo avervi sparso abbondanti lacrime giurò vendetta: prese dunque l'arco del compagno e scoccò una freccia in direzione di Perseo, che nel frattempo si era allontanato; ma troppo scosso per l'accaduto fallì. Anziché mirare un altro dardo contro Perseo, oppure fuggire, l'assiro, preso improvvisamente dal desiderio di seguire Ati nell'oltretomba, rimase immobile, aspettando la reazione del figlio di Zeus, che non ebbe pertanto alcuna difficoltà nel trafiggerlo al petto con la spada. Licabas si gettò sul corpo di Ati, morendo quindi con un sorriso sulle labbra per essersi ricongiunto con l'amato. Perseo uccise poi Abaride e diversi altri nemici; infine pietrificò con la testa di Medusa i superstiti, tra cui lo stesso Fineo.

## Interpretazione dell'episodio
Nell'episodio ovidiano di Perseo e Fineo sono più i versi dedicati ad Ati e al suo compagno che non quelli con la descrizione della metamorfosi del re etiope. Fonti letterarie greche andate perdute dovevano evidentemente raccontare sia le gesta eroiche di Ati negli anni della fanciullezza sia il motivo che lo spinse a farsi seguace di Fineo.
Il tenero amore-amicizia di Ati - giovinetto definito integer nel testo latino, ossia "integro", "puro", "incontaminato" - e Licabas, le cui parole rivolte a Perseo sono in buona sostanza quelle di un innamorato distrutto dal dolore, oltre a contrastare fortemente con la volgarità dei loro commilitoni e di Fineo è simile al rapporto caratterizzante molte altre coppie mitologiche di guerrieri, Eurialo e Niso, Cidone e Clizio, ma soprattutto Achille e Patroclo: Ati infatti è semidio come Achille (entrambi hanno per madre una ninfa), e come lui è più forte rispetto al compagno pur essendo più giovane. Ma se Patroclo e Achille nell'Iliade sono presentati soprattutto come uomini d'arme, il poema ovidiano mette in rilievo l'intensa passione che lega i due seguaci di Fineo, in quella "de-eroizzazione" che secondo Charles Segal caratterizzerebbe l'opera nel suo complesso: con una doppia morte descritta essenzialmente in versi più elegiaci che epici. Ati e Licabas costituiscono poi un raro caso di amanti mitologici maschili appartenenti a due differenti etnie ; in particolare il giovinetto indiano, sebbene esibisca con fierezza il diadema della stirpe, sembra apprezzare in generale usi e costumi di altre culture, come è dato di vedere nella clamide di Tiro che indossa. C'è infine da parte di Ovidio uno sguardo rivolto alla pozza del loro sangue che intiepidisce quindi il suolo (ed è qui che scivoleranno Forbas e Anfimedonte, le due successive vittime di Perseo): come se ciò indicasse il ricongiungersi delle anime di Ati e Licabas nel mondo sotterraneo.

## Ati nella cultura moderna

### Arte
La figura di Ati, guerriero formidabile e al tempo stesso eromenos di grande dolcezza, ha ispirato molti artisti, alcuni dei quali hanno dato spazio più a lui - nonostante non sia oggetto di metamorfosi - che non a Fineo.
- Nel dipinto di Jean-Marc Nattier Perseo, protetto da Minerva, pietrifica Fineo Ati e Licabas appaiono in primo piano, verso destra, già morti, quasi fossero i protagonisti dell'opera,[4] con una raffigurazione di Ati fedelissima ai versi ovidiani (l'eroe indiano prono sul pavimento col diadema allacciato alla chioma intrisa di mirra, la ferita mortale sulla tempia, la guancia insanguinata), mentre la pietrificazione di Fineo è relegata sullo sfondo.
- Nel cosiddetto Piatto con lotta tra Perseo e Fineo, eseguito da artista ignoto, Ati e Licabas occupano addirittura il centro della scena: vi si vede l'assiro agonizzante che cade abbracciando il cadavere dell'amato (non però prono bensì riverso, con una capigliatura curiosamente bionda, alquanto insolita per un indiano, e la parte sinistra del volto ricoperta di sangue scuro), laddove Perseo e i nemici da lui pietrificati sono qui personaggi assolutamente secondari.
- Nell'opera pittorica Perseo affronta Fineo con la testa di Medusa di Sebastiano Ricci, Ati è facilmente riconoscibile nel giovane arciere che giace morto nell'angolo inferiore sinistro, mentre manca Licabas, essendo l'artista evidentemente poco interessato alle suggestioni dell'eros e concentrato soprattutto su Perseo che pietrifica Fineo e la maggior parte dei seguaci di costui.

### Musica
- Nella Sinfonia n. 5 di Carl Ditters von Dittersdorf, rievocante lo scontro tra Perseo e Fineo, l'assalto di Ati e la sua morte costituiscono l'Allegro assai che fa da secondo movimento alla composizione.